# Kreuz Hannover-Buchholz
Kreuz Hannover-Buchholz is een knooppunt in de Duitse deelstaat Nedersaksen.
Op dit klaverbladknooppunt ten noordwesten van het stadsdeel Buchholz in Hannover kruist de A37 de zogenaamde Messeschnellweg (de stadssnelweg van Hannover) de A2 Kreuz Oberhausen-Dreieck Werder.

## Geografie
Het knooppunt ligt in het stadsdeel Lahe in het noordoosten van de stad Hannover. Vlak bij het knooppunt ligt de vuilstort Hannover met de zogenaamde Monte Müllo de hoogste heuvel in Hannover.
Het knooppunt ligt ongeveer 10 km noordoosten van het centrum van Hannover, ongeveer 125 km zuiden van Hamburg en ongeveer 50 km ten noordwesten van Braunschweig.

## Configuratie
Rijstrook
Nabij het knooppunt heeft de A2 2x3 rijstroken en de A 37 heeft 2x2 rijstroken.
Behalve de directe verbindingsweg A 2-oost>A 37-noord, die één rijstrook heeft, hebben alle andere verbindingswegen twee rijstroken.
Van de klaverbladlussen heeft alleen de lus A 37-zuid>A 2-West twee rijstroken de andere drie lussen hebben één rijstrook.
Knooppunt
Het is een klaverbladknooppunt met rangeerbanen.
Dubbelafrit
Op de A 2 in de richting van Dreieck Werder vormt het knooppunt een gezamenlijke afrit met de afrit Hannover-Lahe.

## Verkeersintensiteiten
Dagelijks passeren ongeveer 150.000 per dag het knooppunt.
| Van                           | Naar                       | Gemiddeld aantal voertuigen per dag | Percentage vrachtverkeer |
| ----------------------------- | -------------------------- | ----------------------------------- | ------------------------ |
| AS Hannover-Lahe (A 2)        | AK Hannover-Buchholz       | 113.700                             | 15,8 %                   |
| AK Hannover-Buchholz          | AK Hannover-Ost (A 2)      | 083.400                             | 20,8 %                   |
| AK Hannover/Kirchhorst (A 37) | AK Hannover-Buchholz       | 045.900                             | 05,0 %                   |
| AK Hannover-Buchholz          | AS Hannover-Misburg (A 37) | 054.000                             | 03,7 %                   |

## Richtingen knooppunt
| Aansluitende wegen                                              | Aansluitende wegen | Aansluitende wegen | Aansluitende wegen | Aansluitende wegen                          |
| --------------------------------------------------------------- | ------------------ | ------------------ | ------------------ | ------------------------------------------- |
| richting Hannover-Bothfeld / -Lahe Luchthaven Hannover Dortmund |                    |                    |                    | richting Celle A7 Hamburg / Bremen          |
|                                                                 |                    |                    |                    |                                             |
|                                                                 |                    |                    |                    |                                             |
|                                                                 |                    |                    |                    |                                             |
| richting Hannover / Hannover Messe                              |                    |                    |                    | richting Braunschweig / Berlijn Kassel (A7) |